# Aurore Tourneur
Aurore Tourneur, née le 22 juin 1980 à Mons, est une femme politique belge, membre du parti Les Engagés (LE).

## Biographie
Aurore Tourneur nait le 22 juin 1980 à Mons.
Aux élections législatives fédérales de 2024, Aurore Tourneur est élue à la Chambre des Représentants. Elle est élue bourgmestre d'Estinnes aux élections communales de 2024.